# Distrito electoral local 6 de Campeche
El VI Distrito Electoral Local del Estado de Campeche es uno de los 21 distritos en los que se divide el estado para la elección de diputados al Congreso Local. En el año 2010 el distrito fue modificiado por el Instituto Electoral del Estado de Campeche dejando de ser compuesto en su totalidad por una porción de la mancha urbana de San Francisco de Campeche para ser compuesto por la mayor parte del municipio de Campeche y solo una pequeña parte por la ciudad. Es uno de los 6 Distritos que se encuentran enteramente en el Municipio de Campeche y, de entre ellos, el de mayor extensión

## Representación en el Congreso
El 1 de julio de 2012 los habitantes del distrito elegirán a su diputado ante el congreso. Dado que el distrito cambio radicalmente su localización no podemos decir que sea el mismo que eligió diputado en las Elecciones de 2009

## Mapas

### 2009
VI Distrito 2009 (enlace roto disponible en Internet Archive; véase el historial, la primera versión y la última).

### 2012
- Mapa del VI Distrito 2010
- Mapa del Distrito VI 2010 a detalle